# 쓸개암
쓸개암(영어: gallbladder cancer 갈블래더 캔서[*], 의학: cholangiocarcinoma 콜란지오칼시노마[*])은 담낭 혹은 담관에 발생하는 암이다. 다른 말로 담관암, 담낭암으로 불린다.

## 원인
쓸개암의 발병 원인은 아직 밝혀진 바가 명확히 없다. 다만, 여러 가지 담도계 질환이 담낭암의 발생과 연관되어 있다고 알려져 있어 담낭암 발생에 유전적, 환경적 요소가 관여할 것이라고 추정되고 있다.
쓸개암 발생의 위험 인자로는 담석과 만성 담낭염, 췌담관 합류 이상, 석회화 담낭(영어: porcelain gallbladder), 장티푸스 보균자, 여러 가지 화학물질 등이 제시되고 있는데 이들이 어떠한 과정에 의해 담낭암 발생과 연관되어 있는지는 아직 불명확하다.

## 발병 초기
쓸개암은 초기에 별 증상이 없어 조기진단이 어렵다. 비특이적인 증상이나 간 기능 수치의 이상으로 담석증이 의심되어 담낭절제술을 받은 후 담낭암으로 진단되는 경우가 있으며, 최근에는 건강검진의 보급으로 복부초음파 검사를 통하여 우연히 진단되는 경우가 많다.

## 같이 보기
- 암
- 위암
- 폐암
- 뇌종양
- 자궁암